# Alfred R. Kelman

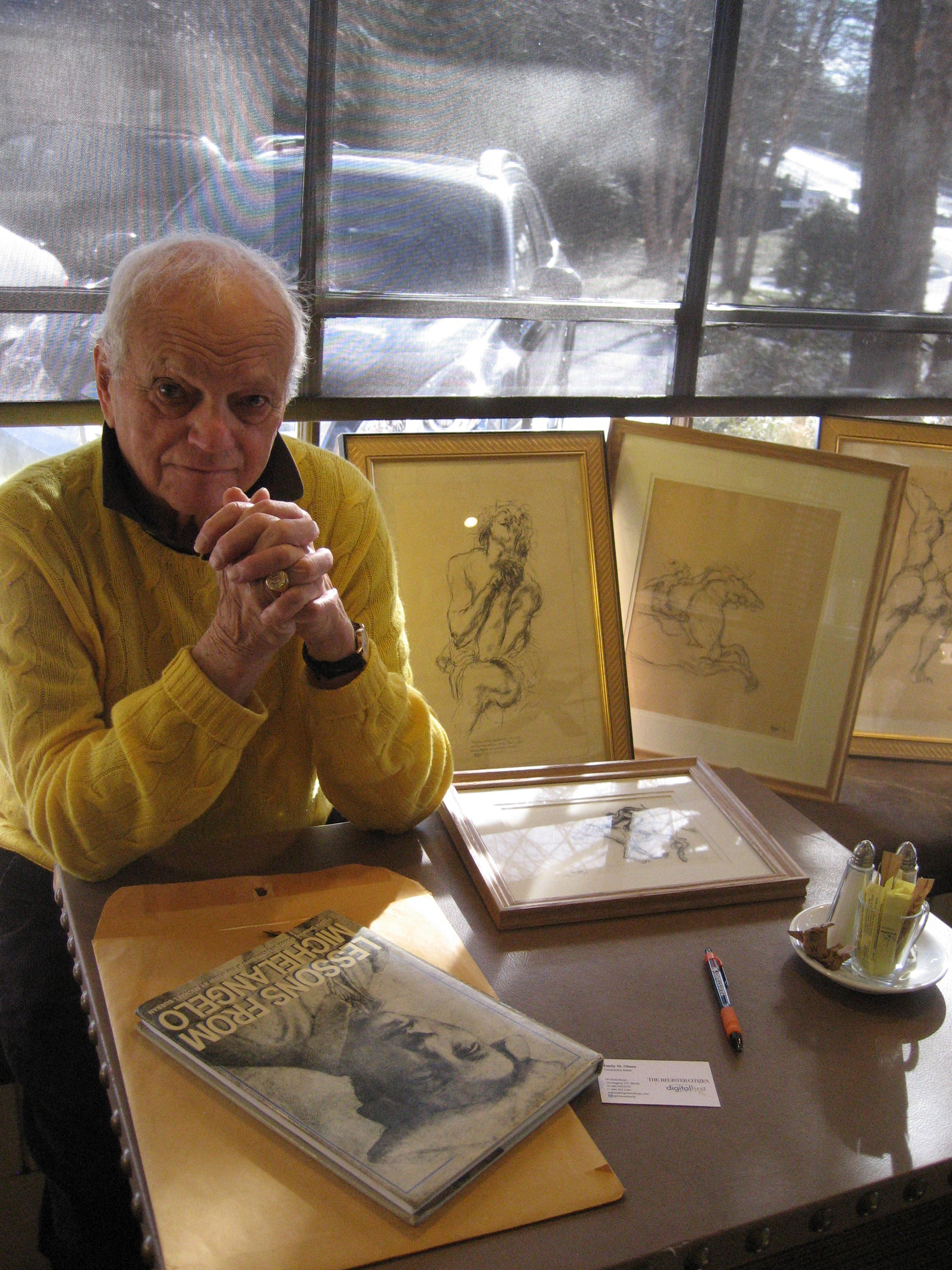
Alfred R. Kelman, 2016

Alfred R. Kelman (* 17. Mai 1936 in New York City, Vereinigte Staaten) ist ein US-amerikanischer Produzent und Regisseur von Dokumentar- und Spielfilmen.

## Leben und Wirken
Der aus der Bronx stammende und in Boston aufgewachsene Kelman studierte von 1954 bis 1958 an der Boston University und machte seinen Abschluss in Massenkommunikation (1959). Mit einem Stipendium setzte er sein Studium der Kommunikationsforschung fort, mit dem Ziel, einen Master-Abschluss zu erlangen. In dieser Zeit lernte er das Fernsehen von der Pike auf kennen. Bereits 1962 hatte er sich als Leiter der Westinghouse Broadcasting Company in Boston ganz der Fernsehinformation verschrieben und trat als Produzent und Regisseur von TV-Liveshows in Erscheinung. Infolge der Ermordung John F. Kennedys 1963 dirigierte Kelman die Live-Berichterstattung vom Kennedy’schen Anwesen in Hyannis Port. Infolge der großen Rassenunruhen unter Amerikas Schwarzen gelang es Kelman 1965, ein Interview mit Martin Luther King zu bekommen. Dies bildete das Herzstück des Dokumentarfilms „Martin Luther King in Boston“.
Mit seiner 1965 hergestellten, einstündigen Dokumentation über das Leben und Wirken des berühmten amerikanischen Schriftstellers Eugene O’Neill, The Face of Genius, erhielt Regisseur Kelman 1967 eine Nominierung für den Oscar in der Kategorie „Bester Dokumentarfilm“. 1968 wirkte er als leitender Angestellter von Medcom, einem börsennotierten Unternehmen, das sich der Verbreitung von medizinischem Wissen an Ärzte und die Öffentlichkeit verschrieb. Mit dem Programm „Medical Knowledge For Man“ stellte Alfred Kelman im Rahmen einer gleichnamigen, morgendlichen TV-Reihe über 60 halbstündige Informationsfolgen zum Thema Gesundheit und Medizin her. Medizinische Aufklärung besaß auch weiterhin Kelmans größtes Interesse. Als Produzent, Regisseur und Mitgestalter der Medcom-Dokumentationsreihe „The Body Human“ (1977 ff.), die die Beziehung zwischen Biochemie, Medizin und menschlichem Verhalten zu erkunden versuchte, öffnete Kelman die Tür zu der Fernsehinformationsserie Lifeline, einer Dokumentationsreihe des Senders NBC. Es folgten zwischen 1978 und 1984 eine Fülle von Nominierungen und Siege bei der Vergabe von Primetime Emmys, vor allem bei einzelnen Filmen der The Body Human-Reihe. Außerdem war Kelman dreimal Gewinner des Directors Guild of America Award (DGA Award), ebenfalls für die Produktion mehrerer Body Human-Folgen.
Nach dem Ende dieser hoch angesehenen Reihe und dem Verkauf von Medcom zum Jahresende 1983 wechselte Alfred R. Kelman zur klassischen Fernsehunterhaltungsproduktion und stellte den einen oder anderen konventionellen Spielfilm her, so etwa noch 1984 eine TV-Fassung des Charles-Dickens-Klassikers Eine Weihnachtsgeschichte mit George C. Scott als geläuterter Griesgram und Geizhals Ebenezer Scrooge. In späteren Jahren produzierte Kelman neben Dramen und Melodramen auch Filme mit historischen Hintergründen, so etwa The Last Days of Patton, Napoleon und Josephine – eine Liebesgeschichte und Stauffenberg – Verschwörung gegen Hitler. 1993 beendete er seine Produzententätigkeit und zog sich mehr und mehr ins Privatleben zurück. Im neuen Jahrtausend widmete er sich als Drehbuchautor einer Trilogie mit autobiografischen Zügen, die folgende Titel haben sollen: „Hayfever“, „At Water's Edge“ und „Swan's Way“. Außerdem betätigte Alfred R. Kelman sich künstlerisch; einige seiner Bleistiftzeichnungen waren im Februar 2016 in der Washington CT Gallery zu sehen. Von November 2016 bis März 2017 wurden 18 Zeichnungen Kelmans in einem privaten New Yorker Club ausgestellt.

## Akademische Auszeichnungen
- 1958: B.S. Boston University, cum laude. WGBH Graduate Scholarship
- 1959: M.S. Boston University, Communications Research
- 1983: Distinguished Alumni Award, School of Public Communication, Boston University
- 2009: Proclamation of Appreciation, Village of Sagaponack, N.Y.

## Fernsehpreise
- 1978: The Body Human: The Miracle Months, The Vital Connection, The Red River (Primetime Emmy)
- 1979: Lifeline (Primetime Emmy)
- 1980: The Body Human: The Magic Sense (Primetime Emmy)
- 1980: The Body Human: The Magic Sense (DGA Award)
- 1981: The Body Human: The Loving Process – Women (Daytime Emmy)
- 1981: The Body Human: The Body Beautiful (DGA Award)
- 1981: The Body Human: The Bionic Breakthrough (Primetime Emmy)
- 1983: The Body Human: The Living Code (Primetime Emmy)
- 1985: The Body Human: The Journey Within (DGA Award)

sowie zahlreiche weitere Emmy-Nominierungen.

## Filmografie
Als Produzent – bis 1984 von Dokumentationen, ab 1984 von Spielfilmen –, wenn nicht anders angegeben:
- 1966: The Face of Genius (auch Regie)
- 1977–1984: The Body Human (TV-Reihe, auch Regie)
  - The Miracle Months
  - The Vital Connection
  - The Red River
  - The Magic Sense
  - The Body Beautiful
  - The Facts for Boys
  - The Facts for Girls
  - The Sexes
  - The Sexes II
  - Becoming A Woman
  - Becoming A Man
  - The Bionic Breakthrough
  - The Loving Process
  - The Living Code
  - The Journey Within
- 1984: Die Windsor-Papiere – Königsjagd (To Catch A King)
- 1984: Eine Weihnachtsgeschichte (A Christmas Carol)
- 1986: The Last Days of Patton
- 1986: The Ted Kennedy Jr. Story
- 1987: A Special Friendship
- 1987: Napoleon und Josephine – eine Liebesgeschichte (Napoleon & Josephine: A Love Story) (TV-Mehrteiler)
- 1988: Onassis – der reichste Mann der Welt (Onassis: The Richest Man In The World)
- 1990: Stauffenberg – Verschwörung gegen Hitler (The Plot To Kill Hitler)
- 1992: Die Rache der Amy Fisher (Amy Fisher: My Story)
- 1993: Ein Kind um jeden Preis – Die Geschichte der Arlette Schweitzer (Labor of Love: The Arlette Schweitzer Story)